# Zongzheng
Zongzheng est un astérisme de l'astronomie chinoise. Il est décrit dans le traité astronomique du Shi Shi qui recense les astérismes construits à partir des étoiles les plus brillantes du ciel. Zongzheng se compose deux étoiles lumineuses, situées au sein de la constellation occidentale d'Ophiuchus.

## Composition
Les étoiles de Zongzheng sont relativement lumineuses et faciles à identifier à partir des cartes du ciel chinois et des données de son étoile référente. Les deux étoiles composant Zhongzheng sont :
- β Ophiuchi
- γ Ophiuchi

## Symbolique
Zongzheng est situé dans un vaste ensemble appelé Tianshi, correspondant à un marché céleste, comprenant à la fois les éléments d'une cour royale, et des éléments liés au commerce. Il représente un officiel responsable des membres de la famille royale, et est assisté dans sa tâche de plusieurs aides, représentés par Zongren, situé à proximité.

## Astérismes associés
De nombreux astérismes situés dans le marché céleste Tianshi sont en rapport avec la cour de l'empereur, dont le trône est Dizuo. Outre Zongzheng et Zongren, on y trouve Hou, un superviseur ou un astrologue, Huanzhe, un groupe d'administrateurs eunuques, Zong, un ancêtre important de la famille impériale. D'autres astérismes de Tianshi sont, eux, plus explicitement en rapport avec le commerce, tels Dou et Hu, qui sont des étalons de mesure.

## Référence
- (en) Sun Xiaochun et Jakob Kistemaker, The Chinese sky during the Han, New York, Éditions Brill, 1997, 247 p. (ISBN 9004107371), page 149.